# ピンクパンサー&サンズ
『ピンクパンサー&サンズ』（Pink Panther and Sons）は、1984年 - 1985年にかけてアメリカ合衆国のNBCで放送されたテレビアニメ。本作は短編アニメ『ピンクパンサー』シリーズの続編であり、ピンクパンサーの2人の息子（ピンキーとパンキー）が主役に据えられている。
アメリカ国外でも放送されており、このうち日本では『ピンクパンサーわんぱく隊』という題名で、1988年4月30日から7月23日までの間にフジテレビで吹き替え版が放送された。毎週土曜日の朝6:45 - 7:15に放送されていた。

## 登場人物
ピンキー（Pinky）
ピンクパンサーの長男。
パンキー（Panky）
ピンクパンサーの次男。おむつをはいている。
Chatta
Murfel
Rocko
- Annie
- Punkin

ピンクパンサー（Pink Panther）
ピンキーとパンキーの父。
Howl Angels
- Finko
- Howl
- Liona

## 放映リスト
1. Spinning Wheels
2. Pinky At The Bat
3. The Great Bumpo
4. Take A Hike
5. Haunted Howlers
6. Traders Of The Lost Bark
7. Pink Enemy #1
8. Pink Encounters Of The Panky Kind
9. Millionaire Murfel
10. The Pursuit Of Panky
11. Sitter Jitters
12. The Fix Up, Foul Up
13. Joking Genie
14. Panky's Pet
15. Punkin's Home Companion
16. Insanity Claus
17. Rocko's Last Round
18. Sleeptalking Chatta
19. Pink Shrink
20. The Pink Link
21. Anney's Invention
22. Panky And The Angels
23. Arabian Frights
24. Brothers Are Special
25. A Hard Day's Knight
26. Mister Money